# مونیکا دریل
مونیکا دریل (لهستانی: Monika Dryl؛ زادهٔ ۱۲ اکتبر ۱۹۷۹) بازیگر و صداپیشه اهل لهستان است.
از فیلم‌ها یا مجموعه‌های تلویزیونی که وی در آن‌ها نقش داشته‌است، می‌توان به خانواده جایگزین، ع چون عشق، در خوشی و سختی، ۳۹ و نیم، عشق اول، قانون حقیقی، طایفه، دوستان و رنگ‌های خوشبختی اشاره نمود.